# رهوری
رهوری (به انگلیسی: Rahuri) یک منطقهٔ مسکونی در هند است که در بخش احمدنگر واقع شده‌است. رهوری ۵۴٬۳۲۵ نفر جمعیت دارد و ۵۱۱ متر بالاتر از سطح دریا واقع شده‌است.